# Kreis Aubonne
| Kreis Aubonne           | Kreis Aubonne     |
| Basisdaten              | Basisdaten        |
| ----------------------- | ----------------- |
| Staat:                  | Schweiz           |
| Kanton:                 | Waadt (VD)        |
| Bezirk:                 | Aubonne           |
| Hauptort:               | Aubonne           |
| Fläche:                 | 18,48 km²         |
| Einwohner:              | 5958 (31.12.2023) |
| Bevölkerungsdichte:     | 290 Einw. pro km² |
| Aufgehoben am:          | 31. Dezember 2006 |
| Karte                   |                   |
| Karte von Kreis Aubonne |                   |

Der Kreis Aubonne (französisch Cercle d’Aubonne) war bis zum 31. August 2006 eine Verwaltungseinheit des Bezirks Aubonne im Kanton Waadt in der Schweiz. Sitz des Kreisamtes war Aubonne.
Der Kreis umfasste vier Gemeinden und war 18,48 km² gross. Die Gemeinden des ehemaligen Kreises zählten Ende 2023 5958 Einwohner.
| Wappen        | Name der Gemeinde | Einwohner (31. Dezember 2023) | Fläche in km² | Einw. pro km² |
| ------------- | ----------------- | ----------------------------- | ------------- | ------------- |
| Aubonne       | Aubonne           | 3840                          | 5,89          | 551           |
| Bougy-Villars | Bougy-Villars     | 514                           | 1,77          | 290           |
| Féchy         | Féchy             | 906                           | 2,70          | 336           |
| Saint-Livres  | Saint-Livres      | 698                           | 8,12          | 86            |
| Total (3)     | Total (3)         | 5958                          | 18,48         | 290           |